# Stimmlippenpolyp

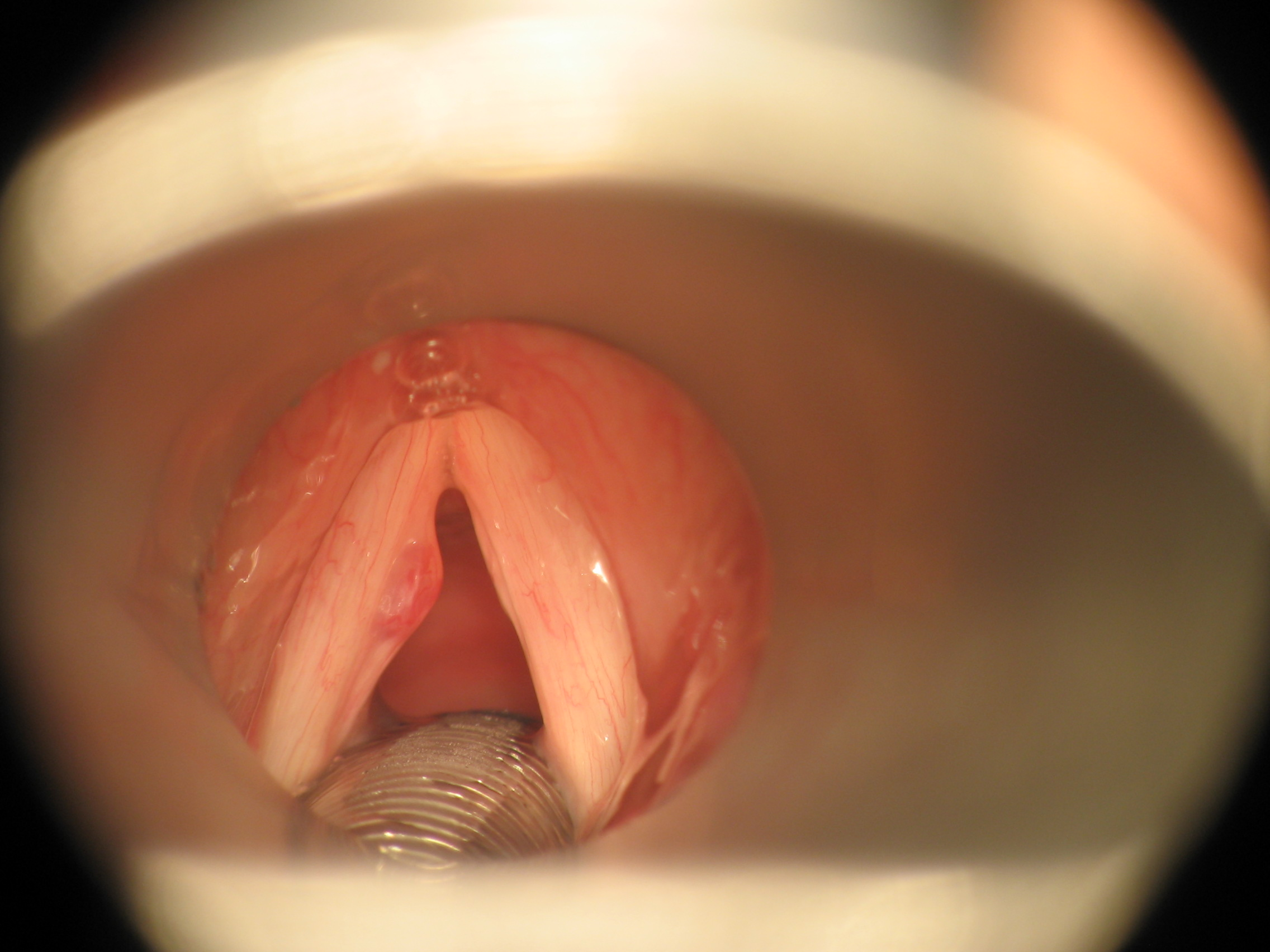
Teleangiektatischer Stimmlippenpolyp links

Unter einem Stimmlippenpolypen oder auch Stimmbandpolypen versteht man eine gutartige Veränderung an einer Stimmlippe, die ausschließlich an der freien Kante oder am subglottischen Abhang des vorderen Stimmlippendrittels entsteht. Kleine Stimmlippenpolypen sind breitbasig, größere kugelig, gestielt, sie treten überwiegend nur einseitig (90 %) auf.
Man unterscheidet rötliche teleangiektatische, gefäßreiche Stimmlippenpolypen von glasigen Gallertpolypen. Bösartige Entartungen von Stimmlippenpolypen sind nicht beschrieben.
Eindeutige Ursachen für die Entstehung von Stimmlippenpolypen sind nicht bekannt, sie treten vor allem im mittleren Lebensalter, öfter bei Männern und bei Zigarettenrauchern auf. Auffallend auch, dass diese Patienten häufig ihre Stimme besonders beanspruchen.

## Symptome
Stimmlippenpolypen verursachen eine mehr oder minder ausgeprägte Heiserkeit oder Diplophonie (Doppeltönigkeit des Stimmklanges). Bei größeren, in den subglottischen Raum hängenden Polypen kann die Heiserkeit intermittierend sein, nach Räuspern oder Husten verschwindet sie wieder. Bei größeren Polypen sind auch Erstickungsanfälle möglich.

## Diagnose
Die Diagnose wird mittels Kehlkopfspiegelung vom HNO-Arzt gestellt. Kleine Polypen können bei der Spiegelung nicht von Stimmlippenknötchen oder Zystchen unterschieden werden.

## Therapie
Die Behandlung besteht in der mikrolaryngoskopischen, operativen Entfernung des Polypen. Dabei wird die Stimmlippenebene mit einem Operationslaryngoskop über den Mund eingestellt und unter mikroskopischer Sicht der Polyp mit kleinen Instrumenten oder mit Laser abgetragen. Bei spezialisierten Phonochirurgen ist auch eine Abtragung in örtlicher Betäubung möglich. Wie immer wird das abgetragene (winzige) Gewebsstück histologisch zur endgültigen Diagnose untersucht. Ein Rezidiv ist bei Stimmlippenpolypen äußerst selten.